# Ninox mindorensis
El nínox de Mindoro (Ninox mindorensis) es una especie de ave strigiforme de la familia Strigidae endémica de Filipinas. Anteriormente era considerada una subespecie del nínox de Luzón (Ninox philippensis), pero en la actualidad es tratada como especie separada.

## Distribución
Se distribuye en la isla filipina de Mindoro, donde vive en áreas boscosas desde el nivel del mar hasta los 1800 metros de altitud.